# Forschungsportal.Net
Forschungsportal.Net war eine Suchmaschine für den wissenschaftlichen Bereich des World Wide Web. 
Die Suchmaschine wurde – wie auch die Metasuchmaschine Metager – von der Universität Hannover im Auftrag des Bundesministerium für Bildung und Forschung (BMBF) mit einer Förderung von 600.000 Euro entwickelt, und im September 2002 der Öffentlichkeit präsentiert. Bei der Suche werden ausschließlich Webseiten von staatlich geförderten Wissenschaftsorganisationen und Forschungsinstituten wie etwa von Universitäten, Hochschulen, der Fraunhofer-Gesellschaft, der Max-Planck-Gesellschaft etc. oder auch der Deutschen Bibliothek (Dissertationssuche) berücksichtigt. Die Suchergebnisse werden unter den jeweiligen Institutionen aufgelistet. Forschungsportal.Net durchsuchte 27.000 Webserver mit 12 Millionen Webseiten. Zusätzlich durchforstete die Suchmaschine auch Webseiten von Vorhaben die vom BMBF gefördert werden.
Heute wird unter der Domain ein Wissenschaftsblog betrieben, der über Forschung und Forschungsförderung in Deutschland informiert.
In der Schweiz verknüpfen verschiedene Universitäten und die ETH Zürich ihre Forschungsdaten und -projekte in dem gemeinsamen Portal mit Suchoberfläche Forschungsportal.ch.
Siehe auch: Deep Web

## Kritik
Kritik an der Suchmaschine basiert vor allem darauf, dass meist nur die Startseiten der Universitäten indiziert werden, nicht jedoch die Seiten einzelner Institute oder Lehrstühle. Dadurch werde die eigentliche Forschung nicht erfasst.